# 斯捷波韋 (博羅瓦區)
49°18′5″N 37°50′28″E / 49.30139°N 37.84111°E
斯泰波韋（烏克蘭語：Степове）是位於烏克蘭東部的村莊，由哈爾科夫州伊久姆區的博罗瓦市镇負責管轄。該村始建於1918年，面積0.42平方公里，海拔高度180米，2001年人口121，人口密度每平方公里287.4人。